# Dinastia constantiniana
La dinastia constantiniana pren el seu nom de Constantí I, encara que no va ser el primer d'aquesta dinastia que va regnar. El primer emperador de la dinastia, Constanci I Clor, s'anomenava Flavius Valerius Constantius. El seu nom de família o gentilici Flavius explica que els membres de la dinastia constantiniana de vegades eren anomenats els «segons Flavis».
Deien ser descendents de l'emperador del segle iii Claudi II el Gòtic i, després de la Tetrarquia, van governar l'Imperi Romà durant la primera meitat del segle iv.

## Membres de la dinastia constantiniana
- L'emperador Constanci I, anomenat Constanci Clor
  - Amb Flàvia Maximiana Teodora va tenir
    - Dalmaci Flavi Hannibalià, censor i cònsol, pare de Dalmaci Cèsar i d'Hannibalià
    - Juli Constantí, pare de Julià l'Apòstata i de Constanci Gal
    - Flàvia Valèria Constància, esposa de Licini I
    - Eutropia, casada amb Viri Nepocià, i mare de Flavi Popili Nepocià

  - Amb Helena de Constantinoble va tenir
    - Constantí I el Gran
      - Flavi Juli Crisp, Cèsar, fill de Constantí el Gran i Minervina
      - Flavi Claudi Constantí, l'emperador Constantí II, fill de Constantí I i Flàvia Maximiana Fausta
      - Constanci II, també emperador, fill Constantí i de Flàvia Maximiana Fausta
      - Flavi Juli Constant, l'emperador Constant I, fill de Constantí i Flàvia Maximiana Fausta
      - Helena, casada amb Julià l'Apòstata, filla de Constantí i de Flàvia Maximiana Fausta

Constantí II, Constanci II i Constant, tots tres germans porfirogènits, van compartir l'imperi i van regnar conjuntament. Però Constanci, després de la mort dels altres dos, va regnar com a emperador únic
Es pot incloure també a la dinastia a Procopi, cosí de Julià, que va reclamar una vinculació amb Constanci, ja que havia pres sota la seva protecció la seva última dona i filla i que va intentar usurpar el tron a l'emperador Valent.

## Orígens de la dinastia constantiniana
Sembla que Constanci Clor era parent de l'emperador Claudi el Gòtic, tal com es diu a la Historia Augusta. Però aquest prestigiós parentiu només apareix a partir de l'any 310 a través de Constantí el Gran, i no en temps de Constanci Clor. Per evitar la incompatibilitat entre els gentilicis, ja que, Claudi II era un Aurelius, mentre que Constanci i Constantí eren Flavii, el parentiu es va relacionar a través de la intervenció d'una dona, neboda de Claudi II.
Els anys 310 i 312, els panegírics llatins deien que Claudi II era l'avi patern de Constantí, i per tant, Constanci, era fill de Claudi II.
El 312 i el 315-324, dues inscripcions llatines d'aquells anys qualifiquen a Constantí com a nepos Divi Claudi, net del diví Claudi (ILS 720).
El 317 i el 318, Constantí va fondre monedes adornades amb la llegenda Divo Claudio, juntament amb monedes que celebraven el seu pare, Constanci Clor, i el seu padrastre Maximià.
Dos fills de Constantí es van anomenar Flavius Claudius Crispus i Constantí II Flavius Claudius Constantinus.
El 324, el poeta de la cort Publili Optatià Porfiri va fer de Claudi, avantpassat de Constantí, un exemple militar per a l'emperador.
L'Origo Constantini imperatoris, una obra del segle iv, diu que Constanci Clor era el nepos ex fratre de Claudi II, és a dir nebot, o el nebot, del seu germà. Per tant, no seria una descendència directa sinó col·lateral.
Eutropi diu que Constantí el Gran era descendent de Claudi II a través d'una filla.
La Historia Augusta, una altra obra de finals del segle iv, fa de Constanci Clore, el fill d'una filla d'un germà de Claudi II, anomenada Clàudia.